# Esquiule
Esquiule (Eskiula in lingua basca ed Esquiula in dialetto del Béarn) è un comune francese di 546 abitanti situato nel dipartimento dei Pirenei Atlantici nella regione della Nuova Aquitania.

## Geografia fisica

### Idrografia
Il comune è attraversato da affluenti della gave d'Oloron, il fiume Vert (e dai suoi tributari, torrente Littos con l'affluente Gorria) e il torrente Joos (ed i suoi affluenti, i torrenti le Josset e de Cambillou, l' erreka Oyhanart e il Bouhatéko erreka e il suo tributario l'arrèc Dragon).

### Comuni limitrofi
- Géronce e Orin a nord
- Moumour a nord-est
- Féas e Oloron-Sainte-Marie ad est
- Barcus ad ovest
- Ance e Aramits a sud

## Società

### Evoluzione demografica
Abitanti censiti